# Täglich frisch geröstet
Täglich frisch geröstet (kurz TFG) ist eine von Raab TV produzierte Late-Night-Show, die im November 2020 beim Video-on-Demand-Anbieter TVNOW startete und ab Januar 2021 auch beim Fernsehsender RTL ausgestrahlt wurde. Im April 2021 gab RTL das Ende der Show nach der zweiten Staffel bekannt.

## Konzept der Sendung
Die Sendung beinhaltete klassische Elemente einer Late-Night-Show. So hielt der Moderator zu Beginn der Sendung ein Stand-up, bevor Einspielfilme und auch Talkgäste zu sehen waren. Sidekick ist der jeweilige Barista der Sendung.
Auch gab es eine Studioband, die die von Raab komponierte Titelmelodie am Anfang und Ende der Sendung sowie diverse Jingles spielte. Sie trug in jeder Sendung einen anderen Namen, zum Beispiel den bereits bestehender Bands, und bestand aus Jan Klinkenberg (Keyboard), Thomas Heinz (Schlagzeug), Simon Manthey (Gitarre) sowie Krischan Frehse (E-Bass). Ab der zweiten Staffel waren auch Lennart Allkemper (Saxophon), Lorenzo Ludemann (Trompete) sowie Max von Einem (Posaune) Bestandteil der Band.
Off-Sprecher der Einspielfilme war Peter Rütten.

### Staffel 1
In jeder Sendung moderierte ein anderer Gastgeber die Sendung und wurde dabei von einem „Roaster“ bewertet und kommentiert. Am Ende der Sendung fällte er ein Gesamturteil über die Sendung und bewertete die Show in Punkten. Als Running Gag schlug der Moderator jeder Sendung vermeintlich den Barista Jonas Dahms nieder, da dieser lautstark Kaffee zubereitete.

### Staffel 2

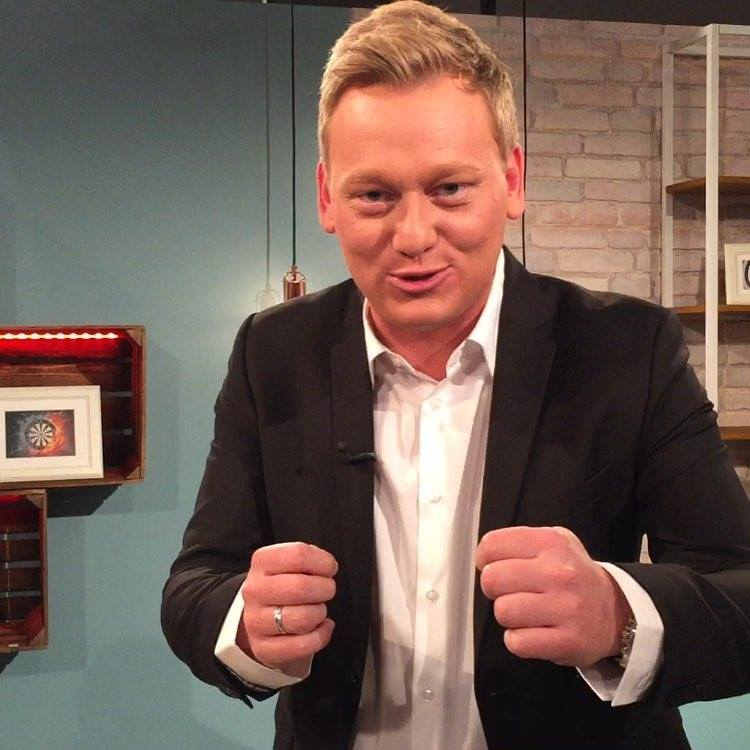
Moderator Jens Knossalla (ab der zweiten Staffel)

Nach der ersten Staffel zog die Show von den MMC Studios in ein eigenes Studio von Brainpool an der Schanzenstraße in Köln-Mülheim.
Ab der zweiten Staffel war Jens Knossalla fester Moderator der Sendung, deren Konzept verändert wurde. Das „Roasten“ bzw. Bewerten des Moderators blieb aus. Stattdessen gab es in jeder Sendung Talkgäste. Zudem hatten Nicht-Prominente die Möglichkeit, als Barista Sidekick der Sendung zu sein.

### Wiederkehrende Rubriken

#### Rubriken im Studio
- Bei dem von Lutz van der Horst moderierten Spiel Es Werde Mensch mussten Aussehen und Eigenschaften einer unbekannten Person erraten werden.
- In der Rubrik Frag Knossi! beantwortete der Moderator Zuschauerfragen.
- Bei dem Spiel The Battle and the Bad Band mussten von der Band gespielte Songs erraten werden. Die Musiker hatten verschiedene Handicaps, zum Beispiel Boxhandschuhe.
- Bei Was passiert gleich? musste der Ausgang einer im Video gezeigten Handlung erraten werden.
- In der Halbzeit-Show hatte ein Zuschauer bzw. eine Zuschauerin die Möglichkeit durch Treffen eines Mini-Basketballkorbs 10.000 Euro zu gewinnen. Die Distanz zum Korb betrug 14 bzw. später 10 Meter, was das Treffen beinahe unmöglich machte.

#### Einspielfilme
- In der Rubrik Burdeckipedia bzw. C-Promipedia versuchten Prominente, Alltagsbegriffe zu erklären.
- Lutz van der Horst suchte in der Rubrik Blind Date Band im Music Store unerfahrene Musiker, die schließlich zusammen mit einem bekannten Sänger auftraten.
- Bei Roberts Kochinstitut thematisiert Martin Klempnow als Robert Geiss vermeintlich aktuelle Themen humoristisch.
- In Knossis Airbag-Check versuchte Knossalla den Airbag von ausrangierten Autos auszulösen. Der Besitzer des Autos legte die Länge der Strecke fest und konnte dementsprechend bei Auslösen des Airbags unterschiedlich viel Geld gewinnen.
- Als Insta-Lehrer übernahm Knossalla den Online-Unterricht einer Schulklasse und erklärte, was Influencern ausmache.
- In Knossi kann das auch setzte sich Knossalla einer gefährlichen oder auch nur skurrilen Situation aus (z. B. American Football).
- Bei Kitchen Im-Knossible kochte Knossalla Gerichte trotz mangelnder Kochkenntnisse, wobei er Hilfe per Telefon bekam.

## Veröffentlichung und Ausstrahlung
Mitte Juli 2020 wurde erstmals die Late-Night-Show nach einer Idee von Stefan Raab für den Video-on-Demand-Anbieter TVNOW angekündigt. Die erste Staffel wurde schließlich vom 16. November bis zum 9. Dezember 2020 jeden Montag und Mittwoch ab 20:15 Uhr auf TVNOW zum Abruf bereitgestellt.
Ende Dezember 2020 wurde die Verlängerung der Show um eine zweite Staffel bekannt. Die zweite Staffel wurde erstmals auch im linearen Fernsehen auf RTL gezeigt. Die ersten beiden Ausgaben wurden live am 26. und 28. Januar 2021 auf RTL ausgestrahlt. Seitdem wurde die Sendung wieder montags und mittwochs vorab veröffentlicht, RTL wiederum strahlte sie zuletzt dienstags und donnerstags nachts aus. Am 28. April 2021 gab ein RTL-Sprecher bekannt, dass die Show nicht um eine dritte Staffel verlängert werde und mit der letzten Folge der zweiten Staffel ende.
Die Show steht ebenfalls zum Großteil auf MySpass.de zum Abruf bereit.

### Übersicht der einzelnen Ausgaben

#### Staffel 1 (2020)
| Folge | Datum              | Moderator        | Roaster             |
| ----- | ------------------ | ---------------- | ------------------- |
| 1     | 16. Nov. 2020      | Ralf Moeller     | Olaf Schubert       |
| 2     | 18. Nov. 2020      | Jorge González   | Torsten Sträter     |
| 3     | 23. Nov. 2020      | Evelyn Burdecki  | Mickie Krause       |
| 4     | 25. Nov. 2020      | Jens Knossalla   | Kai Pflaume         |
| 5     | 30. Nov. 2020      | Mario Basler     | Reiner Calmund      |
| 6     | 2. Dez. 2020       | Sasha            | Michael Mittermeier |
| 7     | 7. Dez. 2020       | Sylvie Meis      | Lilly Becker        |
| 8a    | 9. Dezember 2020 a | Nazan Eckes      | Pierre M. Krause    |
| 8b    | 9. Dezember 2020 a | Pierre M. Krause | Nazan Eckes         |

#### Staffel 2 (2021)
Die ersten beiden Ausgaben der Staffel wurden live gesendet.
| Folge | Datum                | Datum            | Barista des Tages |
| Folge | Erstveröffentlichung | Erstausstrahlung | Barista des Tages |
| ----- | -------------------- | ---------------- | ----------------- |
| 9     | 26. Jan. 2021        | 26. Jan. 2021    | Jonas             |
| 10    | 28. Jan. 2021        | 28. Jan. 2021    | Jonas             |
| 11    | 1. Feb. 2021         | 2. Feb. 2021     | Janet             |
| 12    | 3. Feb. 2021         | 4. Feb. 2021     | Sarah             |
| 13    | 8. Feb. 2021         | 9. Feb. 2021     | Christopher       |
| 14    | 10. Feb. 2021        | 11. Feb. 2021    | Lea               |
| 15    | 15. Feb. 2021        | 16. Feb. 2021    | Christopher       |
| 16    | 17. Feb. 2021        | 18. Feb. 2021    | Kimberly          |
| 17    | 24. Feb. 2021        | 25. Feb. 2021    | Luis              |
| 18    | 26. Feb. 2021        | 27. Feb. 2021    | Mandy             |
| 19    | 3. März 2021         | 4. März 2021     | Mario             |
| 20    | 5. März 2021         | 6. März 2021     | Emily & Jasmin    |
| 21    | 10. März 2021        | 11. März 2021    | Sascha            |
| 22    | 12. März 2021        | 13. März 2021    | Sarah & Daniel    |
| 23    | 17. März 2021        | 18. März 2021    | Neele             |
| 24    | 19. März 2021        | 20. März 2021    | Lisa              |
| 25    | 24. März 2021        | 25. März 2021    | Pascal            |
| 26    | 26. März 2021        | 27. März 2021    | Hila              |
| 27    | 29. März 2021        | 30. März 2021    | Angelina          |
| 28    | 2. Apr. 2021         | 3. Apr. 2021     | Jule              |
| 29    | 6. Apr. 2021 b       | 6. Apr. 2021 b   | Emily             |
| 30    | 7. Apr. 2021         | 10. Apr. 2021    | Kim               |
| 31    | 12. Apr. 2021        | 13. Apr. 2021    | „Knüppel“         |
| 32    | 14. Apr. 2021        | 15. Apr. 2021    | Lucas             |
| 33    | 19. Apr. 2021        | 20. Apr. 2021    | Simon             |
| 34    | 21. Apr. 2021        | 22. Apr. 2021    | Sophie            |
| 35    | 26. Apr. 2021        | 27. Apr. 2021    | Fabienne          |
| 36    | 28. Apr. 2021        | 29. Mai 2021     | Janina            |
| 37    | 3. Mai 2021          | 4. Mai 2021      | Tim               |
| 38    | 5. Mai 2021          | 6. Mai 2021      | Julius            |
| 39    | 10. Mai 2021         | 11. Mai 2021     | Lisa              |
| 40    | 12. Mai 2021         | 18. Mai 2021     | Kevin             |

## Verschiedenes
- Die Musiker Krischan Frehse sowie Max von Einem sind ehemalige Mitglieder der Band Heavytones, mit der sie in der Sendung TV total spielten oder spielen. Lorenzo Ludemann ist seit 2017 Teil dieser Band.
- Die Sendung wurde als „offizieller Nachfolger von TV Total“ bezeichnet, obschon TV Total bei ProSieben ausgestrahlt wurde.[11] Es gibt mehrere Parallelen zwischen den Sendungen, so zum Beispiel das Studio.
- Creative Producer der Sendung war der als Off-Sprecher von TV total bekannte Manfred Winkens.
- Die Sendung wurde für den Deutschen Comedypreis 2021 nominiert.
- Die Titelmusik der Sendung wurde einige Jahre später bei Schlag den Besten bei RTL in einer leicht abgeänderten Version wiederverwendet. Für die Show Du gewinnst hier nicht die Million bei Stefan Raab wird die Musik ebenfalls wiederverwendet.

## Einschaltquoten
| Folge            | Datum            | Zuschauer | Zuschauer       | Marktanteil | Marktanteil     | Quelle        |
| Folge            | Datum            | Gesamt    | 14 bis 49 Jahre | Gesamt      | 14 bis 49 Jahre | Quelle        |
| ---------------- | ---------------- | --------- | --------------- | ----------- | --------------- | ------------- |
| Staffel 2 (2021) |                  |           |                 |             |                 |               |
| 9                | 26. Januar 2021  | 1,03 Mio. | 0,46 Mio.       | 8,7 %       | 14,1 %          | [ 12 ] [ 13 ] |
| 10               | 28. Januar 2021  | 0,94 Mio. | 0,52 Mio.       | 6,9 %       | 14,7 %          | [ 14 ]        |
| 11               | 2. Februar 2021  | 0,78 Mio. | 0,36 Mio.       | 4,8 %       | 8,3 %           | [ 15 ] [ 16 ] |
| 12               | 4. Februar 2021  | 0,54 Mio. | 0,25 Mio.       | 4,0 %       | 6,9 %           | [ 16 ] [ 17 ] |
| 13               | 9. Februar 2021  | 0,76 Mio. | 0,44 Mio.       | 5,4 %       | 12,0 %          | [ 18 ]        |
| 14               | 11. Februar 2021 | 0,57 Mio. | 0,28 Mio.       | 3,9 %       | 7,0 %           | [ 19 ]        |
| 15               | 16. Februar 2021 | 0,53 Mio. | 0,24 Mio.       | 3,7 %       | 6,0 %           | [ 20 ]        |
| 16               | 18. Februar 2021 | 0,50 Mio. | 0,25 Mio.       | 3,3 %       | 6,1 %           | [ 21 ]        |
| 17               | 25. Februar 2021 | 0,64 Mio. | 0,38 Mio.       | 4,6 %       | 9,3 %           | [ 22 ]        |
| 18               | 28. Februar 2021 | 1,03 Mio. | 0,59 Mio.       | 8,7 %       | 16,3 %          | [ 23 ]        |
| 19               | 4. März 2021     | 0,47 Mio. | 0,23 Mio.       | 3,7 %       | 6,7 %           | [ 24 ]        |
| 20               | 7. März 2021     | 0,91 Mio. | 0,48 Mio.       | 7,5 %       | 13,2 %          | [ 25 ]        |
| 21               | 11. März 2021    | 0,45 Mio. | 0,18 Mio.       | 3,3 %       | 5,0 %           | [ 26 ]        |
| 22               | 13. März 2021    | 0,81 Mio. | 0,44 Mio.       | 6,1 %       | 10,7 %          | [ 27 ]        |
| 23               | 18. März 2021    | 0,37 Mio. | 0,18 Mio.       | 2,6 %       | 4,6 %           | [ 28 ]        |
| 24               | 21. März 2021    | 0,66 Mio. | 0,35 Mio.       | 7,2 %       | 12,0 %          | [ 29 ]        |
| 25               | 25. März 2021    | 0,33 Mio. | 0,15 Mio.       | 5,5 %       | 8,7 %           | [ 30 ]        |
| 26               | 27. März 2021    | 0,46 Mio. | 0,25 Mio.       | 4,1 %       | 11,9 %          | [ 31 ]        |
| 27               | 30. März 2021    | 0,41 Mio. | 0,22 Mio.       | 3,0 %       | 5,7 %           | [ 32 ]        |
| 28               | 3. April 2021    | 0,96 Mio. | 0,42 Mio.       | 8,4 %       | 11,9 %          | [ 33 ]        |
| 29               | 6. April 2021    | 0,63 Mio. | 0,26 Mio.       | 4,3 %       | 6,6 %           | [ 34 ]        |
| 30               | 10. April 2021   | -         | -               | -           | 14,7 %          | [ 35 ]        |
| 31               | 13. April 2021   | 0,31 Mio. | 0,15 Mio.       | 5,5 %       | 9,7 %           | [ 36 ]        |
| 32               | 15. April 2021   | 0,23 Mio. | 0,15 Mio.       | 4,1 %       | 8,7 %           | [ 37 ]        |
| 33               | 20. April 2021   | 0,25 Mio. | 0,10 Mio        | 4,9 %       | 6,9 &           | [ 38 ]        |
| 34               | 22. April 2021   | 0,26 Mio  | 0,16 Mio.       | 4,5 %       | 9,5 %           | [ 39 ]        |
| 35               | 27. April 2021   | 0,32 Mio. | 0,13 Mio.       | 6,1 %       | 8,3 %           | [ 40 ]        |
| 36               | 29. April 2021   | 0,36 Mio. | 0,15 Mio.       | 6,9 %       | 9,5 %           | [ 41 ]        |
| 37               | 4. Mai 2021      | 0,22 Mio. | 0,13 Mio.       | 3,8 %       | 7,9 %           | [ 42 ]        |
| 38               | 6. Mai 2021      | 0,17 Mio. | 0,08 Mio.       | 3,2 %       | 5,1 %           | [ 43 ]        |
| 39               | 11. Mai 2021     | 0,16 Mio. | 0,08 Mio.       | 3,0 %       | 5,4 %           | [ 44 ]        |
| 40               | 18. Mai 2021     | 0,32 Mio. | 0,17 Mio.       | 5,6 %       | 11,2 %          | [ 45 ]        |